# Grewia oppositifolia
Grewia oppositifolia là một loài thực vật có hoa trong họ Cẩm quỳ. Loài này được Roxb. ex DC. mô tả khoa học đầu tiên năm 1824.